# Tipula (Eumicrotipula) fortior arepuchoensis
Tipula (Eumicrotipula) fortior arepuchoensis is een ondersoort van de tweevleugelige Tipula (Eumicrotipula) fortior uit de familie langpootmuggen (Tipulidae). De ondersoort komt voor in het Neotropisch gebied.